# 川井梢
川井 梢（かわい こずえ、1984年9月21日 - ）は、愛媛県出身の女子バスケットボール選手である。ポジションはガードフォワード。ニックネームは「ルル」。WリーグのシャンソンVマジックに所属していた。

## 来歴
聖カタリナ女子高校在学中全日本ジュニアに選出。
卒業後はシャンソンVマジックに入団。
1年目は控えながらファイナル進出を経験。
3年目はレギュラーシーズン14試合に出場し、優勝に貢献した。2011年、シャンソンを退団。

## 経歴
- 聖カタリナ女高 - シャンソン化粧品（2003年〜2011年）

## 日本代表
- 2002アジアジュニア選手権